# Dipéptido
Un dipéptido es un compuesto orgánico derivado de dos aminoácidos. Los aminoácidos pueden ser iguales o diferentes. Cuando son diferentes, dos isómeros del dipéptido son posibles, dependiendo de la secuencia. Se aplican descripciones similares a los tripéptidos (tres residuos de aminoácidos, dos enlaces peptídicos), tetrapéptidos, etc. las cadenas más largas se llaman oligopéptido, polipéptido, proteína. 

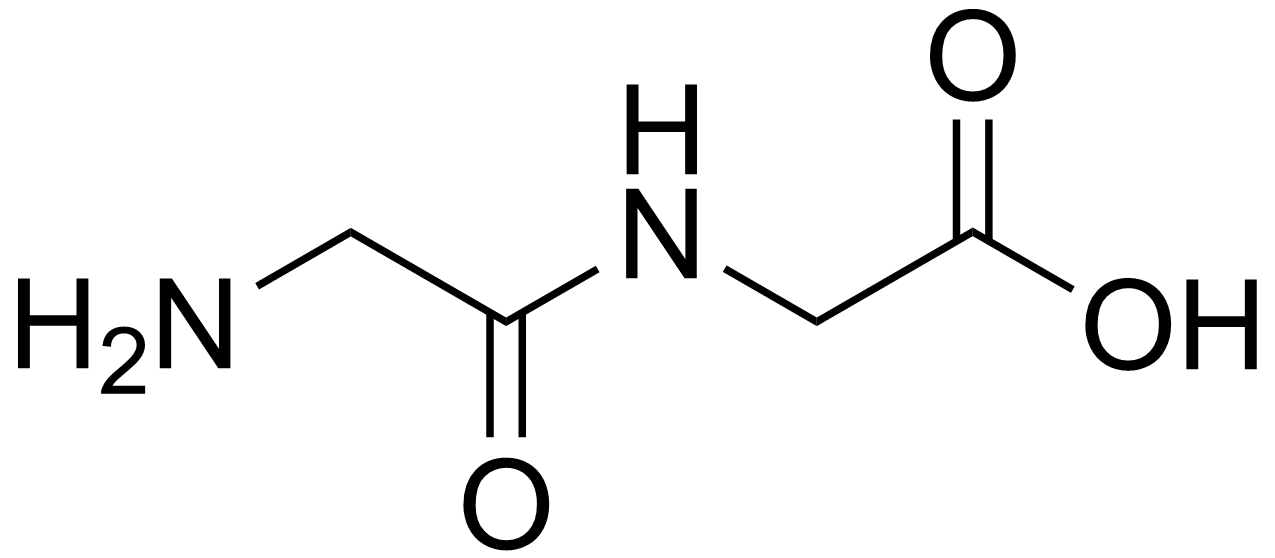
La glicilglicina es el dipéptido más simple.

## Producción

### Dipéptidos sintéticos
Los dipéptidos se producen mediante el acoplamiento de aminoácidos. El grupo amino en un aminoácido se convierte en no nucleófilo (P en eq) y el grupo ácido carboxílico en el segundo aminoácido se desactiva como su éster metílico. Los dos aminoácidos modificados se combinan luego en presencia de un agente de acoplamiento, lo que facilita la formación del enlace amida: 
RCH(NHP)CO2H  +  R'CH(NH2)CO2CH3   →   RCH(NHP)C(O)NH(CHR')CO2CH3  +  H2O
Después de esta reacción de acoplamiento, el grupo protector de amina P y el éster se convierten en la amina libre y el ácido carboxílico, respectivamente.
Para muchos aminoácidos, los grupos funcionales auxiliares están protegidos. La condensación de la amina y el ácido carboxílico para formar el enlace peptídico generalmente emplea agentes de acoplamiento para activar el ácido carboxílico.
La síntesis del péptido azlactona de Bergmann es una síntesis orgánica clásica para la preparación de dipéptidos.

### Biosíntesis
Los dipéptidos se producen a partir de polipéptidos por la acción de la enzima hidrolasa dipeptidil peptidasa. Las proteínas dietéticas se digieren a dipéptidos y aminoácidos, y los dipéptidos se absorben más rápidamente que los aminoácidos, debido a que su captación implica un mecanismo separado. Los dipéptidos activan las células G que se encuentran en el estómago para secretar gastrina. 

### Ejemplos
- Carnosina (beta- alanil- L- histidina) está altamente concentrada en los tejidos musculares y cerebrales.
- Anserina (beta- alanil- N- metil histidina) se encuentra en el músculo esquelético y el cerebro de los mamíferos.
- Homoanserina (N - [4-aminobutiril] - L- histidina) es otro dipéptido identificado en el cerebro y los músculos de los mamíferos.
- Kiotorfina (L- tirosil- L- arginina) es un dipéptido neuroactivo que desempeña un papel en la regulación del dolor en el cerebro.
- Balenina (u opidina) (beta- alanil- N tau- metil histidina) se ha identificado en los músculos de varias especies de mamíferos (incluido el hombre) y el pollo.
- Aspartamo (N - L -α-aspartil- L- fenilalanina 1-metil éster) es un edulcorante artificial.
- Glorina (éster etílico de N -propionil-γ- L- glutamil- L -ornitina-δlac) es un dipéptido quimiotáctico para el moho mucilagoso Polysphondylium violaceum .
- Baretin (ciclo - [(6-bromo-8-en-triptófano) -arginina]) es un dipéptido cíclico de la esponja marina Geodia barretti.
- Pseudoprolina
- Glicilglicina

## Un aminoácido, dos enlaces peptídicos
En este uso, X dipéptido se toma literalmente: un aminoácido X está equipado con dos enlaces peptídicos mínimos: el extremo {\displaystyle {\ce {C}}} terminal {\displaystyle {\ce {COOH}}} se convierte en {\displaystyle {\ce {COCH3}}}, el extremo {\displaystyle {\ce {N}}} terminal {\displaystyle {\ce {NH2}}} se convierte en {\displaystyle {\ce {NHCH3}}}. Por ejemplo, dipéptido alanina es {\displaystyle {\ce {CH3CONHCH(CH3)CONHCH3}}}.